# Svetlaja litjnost
Svetlaja litjnost (russisk: Светлая личность) er en sovjetisk spillefilm fra 1988 af Aleksandr Pavlovskij.

## Medvirkende
- Nikolaj Karatjentsov – Jegor Karlovitj Filjurin
- Aleksandra Jakovleva – Rita Haritullina
- Mikhail Svetin – Ptasjnikov
- Galina Polskikh – Ptasjnikova
- Andrej Ankudinov – Kostja Ptasjnikov